# Ild
 "Ilden" omdirigeres hertil. For andre betydninger af Ilden, se Ilden (flertydig).
Begrebet ild (af germansk *ailda = „brænde“) betegner en form for oxidering med flammedannelse ( forbrænding), hvor der opstår både lys og varme. Almindeligvis er der tale om afbrænding af brændsel indeholdende Carbon, og i processen afgives derudover CO2 og CO

## Definition
Ild er en hastig, selvforstærkende oxidationsproces, hvor brændbare gasser dannes ud fra et brændsel. Den begynder med, at brændslet bliver udsat for opvarmning fra en ydre energikilde som f.eks. et lyn, en gnist eller respirationsvarme. Senere bliver den vedligeholdt ved sin egen frigivelse af energi. Mere præcist betyder ild en kontrolleret forbrænding, mens en ukontrolleret ild kaldes brand. Forbrænding uden flammedannelse kaldes for glødeild.

## Idéhistorie
I det antikke Grækenland blev ilden som element forbundet med tetraederet, der på sin side var et at de 5 platoniske legemer.
Ilden er det ene af de tre keltiske grundelementer: ild, jord og vand.
Ilden er det ene af de fire klassiske grundelementer: ild, luft, vand og jord.
Ilden er det ene af fem kinesiske grundelementer: ild, jord, vand, metal og træ.

## Brugen af ild
Menneskelig brug af ild kan påvises allerede for 790.000 år siden. Det var ét af menneskehedens store fremskridt, da man opdagede, hvordan man kunne kontrollere ilden. Det gjorde tilværelsen mere sikker, og det skabte forudsætningen for, at menneskene kunne udvandre fra Afrika til koldere egne. Derfor er det også nærliggende, at ilden (ligesom solen) er blevet tilbedt som guder i de tidlige religioner (se også: Parser).
Afbrænding af træ er nært knyttet til forestillinger om ild, og træerne har forsynet menneskene med det meste af den energi, der har været brug for helt op i det 20. århundrede. I fortiden har metallurgi og fremstilling af trækul forbrugt store mængder af træ. Man har ligefrem set fortidskulturernes undergang som et udslag af mangel på brændsel (i den senklassiske tid kostede et kilogram brænde det samme som et kilogram hvedemel). Efter århundreder med opvarmning og madlavning ved åbne ildsteder, arne eller esse, blev det almindeligt i det 19. århundrede med ovne til opvarmning og komfurer til madlavning. Nu til dags bliver energibehov i større målestok som regel dækket af kulbrinter som olie, kul og naturgas. I nogle tilfælde sker energiforsyningen ved udnyttelse af kerneenergi eller vedvarende energi. I den 3. verden og andre steder, hvor anden energiforsyning ikke er mulig, er afbrænding af træ dog stadigvæk den vigtigste varmekilde.
Nu til dags bliver ilden oftest antændt med lighter eller tændstikker, men hos naturfolkene ”gjorde man nyild”
- ved at slå flint mod stål: ildstål, fyrtøj, flintlås-våben
- ved at gnide eller bore: ildbor, ildbue
- ved at presse luft sammen: ildpumpe fra (Bagindien)

## Ildens lys
Flammens glød er ikke lige så varm som selve flammen og er meget kompleks. Den er en blanding af termisk stråling fra sod, gas og brændselspartikler og fotonstråling udsendt ved henfald af anslåede atomer og molekyler i gasserne. Meget af strålingen udsendes som synligt lys og infrarødt lys. Flammens farve afhænger af partiklernes temperatur og den kemiske baggrund for strålingsspektrene. Hvis brændslet indeholder natrium (f.eks. i form af salt), bliver flammen gul. Med et indhold af kobber bliver den grøn, og kobolt vil farve den blå.

## Brandbekæmpelse
Der er fire elementer, der vedligeholder forbrændingen, og derfor vil fraværet af bare ét af dem forhindre brand. Det er netop den viden, al bekæmpelse af ild bygger på.
- Det reducerende stof (brændsel) kan fjernes fra brandstedet, hvis man vil hindre ilden i at sprede sig. I skovene bruger man kontrollerede afbrændinger for at holde mængden af brændbart materiale så lav som mulig. Såkaldte brandbælter. Det kan forhindre, at f.eks. lynnedslag udvikler sig til en storbrand. Af og til kan man standse tilstrømningen af flydende eller luftformigt brændstof. Det sker f.eks. når man standser ilden i en brændende rørledning ved at lukke for oliestrømmen.
- Der skal bruges et iltningsmiddel (sædvanligvis ilt) for at brændstoffet kan brænde. Sand, skum, brandtæpper eller ikke-brændbare gasser (som f.eks. CO2) kan bruges til at standse tilførslen af ilt og kvæle ilden.
- Varme er det, der bringer flydende eller faste brændsler i dampform. Flydende og faste stoffer kan ikke brænde direkte, og de må først omdannes til gas ved to forskellige processer, der hedder hnv. fordampning og pyrolyse. Hvis man fjerner tilstrækkeligt med varme, forhindrer man brændstofferne i at brænde. Vand er enestående effektivt til at fjerne varme på grund af dets høje varmefylde.
- Den kemiske kædereaktion er den, der vedligeholder branden; midler som halon kan bruges til brandslukning, fordi de bringer kædereaktionen til standsning. Man kender ikke den præcise baggrund for denne virkning, men man regner med, at halogen-ioner bryder ind i de reaktioner, som vedligeholder ilden.